# El crimen de Pepe Conde
El crimen de Pepe Conde è un film del 1946 diretto da José López Rubio.

## Trama
Pepe Conde è un uomo povero e semplice che viene ingannato da un ricco marchese ozioso e burlone facendogli credere di aver venduto la sua anima al diavolo.